# Австрія на літніх Олімпійських іграх 1996
Австрія на літніх Олімпійських іграх 1996 була представлена 72 спортсменами в 15 видах спорту.

## Медалісти
| Медаль | Спортсмен        | Вид               | Дисципліна                           |
| ------ | ---------------- | ----------------- | ------------------------------------ |
| Срібло | Вольфрам Вайбель | стрілецький спорт | пневматична гвинтівка                |
| Бронза | Терезія Кісль    | легка атлетика    | біг на 1500 м                        |
| Бронза | Вольфрам Вайбель | стрілецький спорт | малокаліберна гвинтівка, три позиції |